# Sieweczka jawajska
Sieweczka jawajska (Anarhynchus javanicus) – gatunek małego ptaka z rodziny sieweczkowatych (Charadriidae), zamieszkujący Indonezję i Timor Wschodni. Długość ciała około 15 cm.

## Systematyka
Takson ten po raz pierwszy opisał Frederick Nutter Chasen w 1938 roku na łamach czasopisma „Ornithologische Monatsberichte”. Autor nadał mu nazwę Charadrius alexandrinus javanicus, uznając go za podgatunek sieweczki morskiej. Holotyp to samiec odłowiony w marcu 1936 roku na wybrzeżu w okolicach Dżakarty na wyspie Jawa; paratypy (3 samce i 5 samic) także pochodziły z Jawy. Status taksonomiczny sieweczki jawajskiej był niepewny, przez różnych autorów bywała uznawana za podgatunek także innych gatunków sieweczek, np. sieweczki rdzawogłowej (C. ruficapillus) czy sundajskiej (C. peronii). Na współczesnych listach ptaków świata jest traktowana jako osobny gatunek. Analizy filogenetyczne, których wyniki opublikowano w 2022 roku, wsparły przeniesienie większości gatunków z rodzaju Charadrius (w tym sieweczki jawajskiej) do Anarhynchus. Jest to gatunek monotypowy.

## Zasięg, środowisko
Jest to gatunek występujący endemicznie w Indonezji i Timorze Wschodnim – na Jawie, Wyspach Kangean, Bali, Małych Wyspach Sundajskich aż po Timor. Odnotowany także na południu Sumatry i południowym zachodzie Celebesu. Najliczniejszy na Jawie.
Jego naturalnymi siedliskami są przybrzeżne niziny, piaszczyste i kamieniste plaże oraz stawy rybne i pola ryżowe.

## Status
IUCN od 2021 roku klasyfikuje sieweczkę jawajską jako gatunek najmniejszej troski (LC – Least Concern); wcześniej, od 1994 roku klasyfikowano ją jako gatunek bliski zagrożenia (NT – Near Threatened), a od 1988 roku – gatunek najmniejszej troski (LC – Least Concern). Liczebność populacji szacuje się na 1300–4000 dorosłych osobników, zaś jej trend uznawany jest za stabilny. Gatunek jest zagrożony głównie przez utratę terenów lęgowych oraz niepokojenie przez ludzi.